# Брак смешанной ориентации
Брак смешанной ориентации (англ. mixed-orientation marriage) — брачный союз между партнёрами, имеющими разные сексуальные ориентации. Примерами являются как браки между партнёрами несовместимых сексуальных ориентаций — например, между гомосексуальным мужчиной и женщиной любой сексуальной ориентации, — так и некоторые браки между партнёрами совместимых сексуальных ориентаций — например, брак между бисексуальным человеком и гетеросексуалом противоположного пола. Также термин используется в браке, когда один партнер асексуален и/или аромантичен, что приводит к смешанному желанию сексуальной активности и/или романтической активности.

## Брак между асексуальным и сексуально активным аллосексуальным партнёром
Брак между асексуалом и сексуально активным аллосексуальным партнером — это брак, в котором асексуальный партнёр либо не испытывает сексуального желания или влечения, либо испытывает низкое желание или влечение. Такие браки основаны на романтической любви, хоть и имеют сложности в сексуальных отношениях. Для асексуальных партнеров слово компромисс используется российским обществом асексуалов под эгидой Asexual Visibility and Education Network (AVEN) community, для обозначения акта согласия на секс со своим партнером ради его удовлетворения. Для асексуала секс часто просто не имеет значения, и по этой причине секс чаще всего является инициативой сексуально активного партнера. Насчет таких браков существует много нерешенных вопросов, например, может ли асексуальный партнер требовать от своего сексуально активного партнера моногамности.

## Брак между бисексуальным/биромантичным и гетеросексуальным/гетероромантичным партнёром
Примерно одна треть от всех пар смешанной ориентации женаты. Открытость в браке и все его является фактором поддерживающим брак, так же, как и наличие детей. Брак между бисексуалом и гетеросексуалом сталкивается с внешним непониманием относительно бисексуальной ориентации супруга, будь он гей или гетеро, в то время как поддержка партнера является вспомогательным фактором. Успешные пары в браке между бисексуалами и гетеросексуалами «расширили свои понятия о сексуальной ориентации, чтобы установить двустороннее влечение и принять супружеский секс как данность».

## Брак между гомосексуальным/гоморомантичным и гетеросексуальным/гетероромантичным партнёром
Изучение природы браков со смешанной ориентацией было проведено в Университете Дикина в Австралии в 2002 году. Исследование включало 26 мужчин: 50% из них знали о своей гомосексуальности до их смешанного брака и 85 % идентифицировали себя как геи уже после вступления в брак. Интересной находкой в данном исследовании было то, что «две самые схожие между собой причины (для вступления в брак смешанной ориентации) — это то, что „это естественный ход событий“ (65.4 %) и то, что респонденты „хотели детей и семейную жизнь“ (65.4 %)». Эти данные позже сравнили с более ранним исследованием: «эти причины кажутся отличными от тех, что часто указывались Россом (1983), который сконцентрировался на социальных ожиданиях и вопросах о гомосексуальности». Хотя эти и другие исследования представляют большой интерес, они ограничиваются тем, насколько широко могут быть экстраполированы полученные данные. С этим согласен автор исследования из Университета Дикина: «В дальнейших исследованиях с мужчинами, женщинами и детьми в таких браках необходимо развивать теоретическое понимание этих дел, процессов и их влияние на брак (и распад брака) у мужчин геев и бисексуалов».
Другое исследование, проводившееся в 1993 показало, что неверные браки между гетеросексуальной женщиной и гомосексуальным мужчиной, где мужчина находится в гомосексуальной активности имеют высокий процент провала.
Джо Корт (англ. Joe Kort), специалист-консультант в области браков смешанной ориентации говорит — «Эти мужчины искренне любят своих жен. Они влюбляются в своих жен, заводят детей, они чувствуют романтическую привязанность, химию и потом, после семи лет, привязанность проходит и их гомосексуальная личность начинает проявляться. Они не хотят делать им больно». Пока многие скрывают свою ориентацию от супруга, другие говорят о ней ещё до свадьбы. Исследование показывает, что некоторые люди позиционируют себя как абсолютно гетеросексуальных в поведении и фантазиях до брака, но дальше чувствуют все большую гомосексуальную ориентацию в браке.
Одно исследование утверждает, что гетеросексуальные женщины в браке смешанной ориентации могут иметь влечение к гомосексуальным мужчинам и вступать с ними в брак. Корт говорит, что «гетеросексуальные люди редко выходят замуж за гомосексуала случайно». Он приводит теорию о том, что некоторые гетеросексуальные женщины находят гомосексуальных мужчин менее категоричными и более мягкими, когда другие бессознательно ищут партнёрство, которое не является сексуально увлеченным.

## Лавандовый брак
Лавандовым браком называется брак смешанной ориентации, в котором сексуальная и/или романтическая ориентация партнёров несовместима и может служить прикрытием сексуальной/романтической ориентации одного из партнёров. Иногда его целью служит продвижение в карьере, особенно в публичной сфере. Супруги гомосексуалов в таком браке часто называют на сленге "Beard" что в переводе означает "борода".
Некоторые люди преподносят свою духовность как причину для вступления в брак. Один женатый гомосексуальный мужчина сказал, что «его духовная личность всегда стремилась к браку и семье».

## Коммуникация
Гетеросексуальные жены гомосексуальных мужчин, которые не знали об ориентации своих мужей, могут чувствовать себя обманутыми или винить себя за то, что не знали. Страх встретиться с социальным неодобрением или остракизмом заставляет их не просить поддержки у семьи или друзей. Исследования предполагают, что гетеросексуальные жены борются скорее не с гомосексуальностью, а с проблемами изоляции, позором, потерей, когнитивным замешательством и диссонансом и недостаточностью знаний, поддержки или помощью в решении проблемы.

## Расстройство сексуальных отношений
Человек, который находится в браке смешанной ориентации или хочет вступить в него, может пойти на терапию или группу поддержки, чтобы справиться с проблемами в таком браке. Значительное число мужчин и женщин ощущает на себе конфликты, связанные с гомосексуальным выражением внутри брака. «Однако сильная гомосексуальная идентичность сталкивалась с трудностями в исполнении супружеских обязательств, рассматривая однополые сексуальные отношения как навязчивое обязательство в браке и моногамии.».
Исследование Коулмэна предлагает развивать позитивную гомосексуальную предрасположенность, сохраняя при этом брак.
Терапия может включать в себя помощь клиенту в том чтобы он чувствовал себя более комфортно, принял чувства к своему полу и нашел пути внедрения однополых чувств и чувств к противоположному полу в свой стиль жизни. «Сверстники могут оказать сильную поддержку, в то время как терапевты зачастую незнакомы с сексуальной ориентацией, парами смешанной ориентации или отношением общества, которое влияет на семьи со смешанной ориентацией».
Примерно одна треть браков заканчивается сразу, как бисексуальный или гомосексуальный супруг раскрывает свою сексуальную ориентацию, тогда как другая треть браков заканчивается через короткий период времени. Оставшаяся треть пытается сохранить брак. В таком случае самые успешные браки заново определяет свои отношения учитывая сексуальную ориентацию партнеров.
Некоторые бисексуальные мужчины с минимальным конфликтом между их гомо- и гетеросексуальностью в рамках брака смешанной ориентации, считают открытость и общительность ключевым фактором.
Для тех кто состоит в браке смешанной ориентации доступны группы поддержки. «Нью Йорк таймс» (англ.The New York Times) констатировала «Несмотря на то, что точное количество невозможно подсчитать, от 10000 до 20000 жен гомосексуальных мужей обращались в онлайн группы поддержки и большинство из них — это женщины от 20 до 30 лет».

## Развод
Развод — это возможный выход для гомосексуального/и/или гоморомантичного партнера, который потенциально снова женится на человеке того же пола. Геи и лесбиянки, которые поздно совершают каминг-аут, могут иметь детей от предыдущего разнополого брака.

## СМИ
Тема браков смешанной ориентации в литературе упоминается в 1889 году в публикации «A marriage before zero» Альфреда Коэна , который писал под псевдонимом Честер Алан Дэйл. Его гетеросексуальная женщина-рассказчик была замужем за гомосексуальным мужчиной. Коэн верил, что женщина должна знать о сексуальной ориентации своего потенциального мужа, чтобы избежать замужества с гомосексуалом. «Лесбийское криминальное чтиво» иногда включало в себя замужних женщин, которые заметили за собой влечение к другим женщинам. Другие примеры этой темы включает в себя рассказ Энни Пру () «Горбатая гора» , который показывает двух женатых ковбоев, влюбленных друг в друга.
Экранная версия Горбатой горы помогла поставить проблему браков смешанной ориентации перед обществом, но некоторые другие фильмы уже имели дело с этой проблемой. Ток-шоу, такие как «Шоу Опры Уинфри», уже обращались к этой проблеме. Фильмы, включающие в себя проблемы браков смешанной ориентации:
- Красота по-американски .
- Горбатая гора .
- Любимчик — история Коула Портера, гомосексуала и его жены Линды Томас.
- Вдали от рая — история женщины, чей муж имел роман на сторону с другим мужчиной.
- Представь нас вместе — история гетеросексуальной женщины, которая влюбилась в лесбиянку на свой свадьбе.
- Маллиганы — История гомосексуала, который проводит лето с семьей своего лучшего друга и заводит роман с его отцом.
- Свадебный банкет — история об иммигранте-гее из Тайваня, который женится на женщине из континентального Китая, чтобы успокоить родителей и получить для неё гринкарту.
- Клуб «Плейбоя» — телесериал, одна из героинь которого — лесбиянка, состоящая в браке с геем, являющемся членом Общества Маттачине.
- Эпизод Симпсонов 1996 года под названием «Рыбка по имени Сельма» показывает концепцию лавандового брака. Трой Макклюр женится за Сельме, чтобы скрыть свое необычное сексуальное желание морских животных.